# Sligo
Sligo (irsko Sligeach /ˈs´l´ig´əx/) je mesto na Irskem, glavno mesto irske grofije Sligo v provinci Connacht. Skozenj teče reka Garavogue, ki deli mesto na severni in južni del. Irsko ime pomeni 'mesto školjk', ker je bila sprva obala znana po bogatem ulovu lupinarjev. Sligo je največje mesto na severozahodu Republike Irske in pomembno prometno središče, predvsem za Severno Irsko in grofijo Donegal. Podnebje je zmerno celinsko z izrazitim vplivom Atlantika in Zalivskega toka. Zato ima mesto blago, zelo spremenljivo podnebje.
Mesto je imelo 19.452 prebivalcev (podatek popisa leta 2011).

## Etimologija
Sligo je anglicizirana beseda irskega imena Sligeach, kar pomeni 'obilje školjk' ali 'mesto školjk'. Nanaša se na številčnost lupinarjev, najdenih v reki in njenem ustju ter v bližini.  Reka, imenovana Garavog (irsko An Gharbhóg), ki pomeni 'malo groba', se je prvotno imenovala Sligeach. [6] Navedena je kot ena od sedmih "kraljevih rek" Irske v 9. stoletju po pripovedi The Destruction of Da Dergas Hostel (Razrušenje doma Da Derga). Reka Slicech je omenjena tudi v Ulstrski kroniki iz leta 1188.

## Zgodovina

### Zgodnja obdobja
Pomen kraja Sligo v prazgodovini je razviden iz številnih starodavnih znamenitosti, ki so blizu mesta in celo v njem. Na primer, prvo krožišče je bilo zgrajeno okrog megalitske grobnice.  Izstopa  velika skupina megalitskih spomenikov v Carrowmoru na polotoku Cuil Irra na zahodnem obrobju mesta. Na območju okoli mesta je eno največjih prazgodovinskih arheoloških najdišč na Irskem. To je edini kraj, na katerem najdemo vse vrste irskih megalitskih spomenikov. Gora Knocknarea, ki ima na vrhu velik kup kamenja Miosgana Maeva, prevladuje na obzorju zahodno od mesta. Križišče na južnem robu mesta ima tudi dva zelo velika kamnita stebra.
Leta 2002 so pri razkopavanju ceste v Sligu odkrili bronastodoben henge pri Tonafortesu (poleg krožišča Carraroe) na južnem obrobju mesta in zgodnji neolitski ograjen nasip (približno 4000 pr. n. št.) pri Maugheraboyu s pogledom na mesto z juga. To je najstarejša taka struktura, ki je bila do zdaj odkrita v Veliki Britaniji ali na Irskem.  Sestavlja jo veliko območje, ki ga obdajajo razčlenjeni jarki in palisade in je bila morda območje trgovine in obredov. Ti spomeniki so povezani z začetki kmetijstva in s prvimi kmeti na Irskem. Po besedah arheologa Edwarda Danagherja, ki je izkopal nahajališče, »Magheraboy kaže stabilno in uspešno prebivalstvo v zadnjih stoletjih petega tisočletja in prvih stoletjih četrtega tisočletja pr. n. št.«
Zaliv Sligo je starodavno naravno pristanišče, ki je bilo znano grškim, feničanskim in rimskim trgovcem, saj je območje kot mesto označeno kot Nagnata ali Marnata na koordinatnem zemljevidu sveta Klavdija Ptolemaja iz 2. stoletja n. št.  V zgodnjem srednjeveškem obdobju je bilo mesto znano zaradi velikega samostana svetega Kolumbana 5 milj severno proti Drumcliffu. Do 12. stoletja je na prostoru sedanjega mostu in majhnega naselja nastalo današnje mesto.

### Srednji vek
Normanski vitez Maurice Fitzgerald, vrhovni sodnik Irske, na splošno velja za ustanovitelja srednjeveškega evropskega sloga mesta in pristanišča Sligo, ki je leta 1245 zgradil tudi grad. Kronisti opisujejo Sligo kot sraidbhaile (ulično naselje), ki se zdi, da sta ga sestavljala grad in obrambni zid. Dominikanski red (Blackfriars) sta pripeljala Maurice Fitzgerald in kralj Connachta Felim mac Cathal Crobderg Ua Conchobair leta 1253. Grad je bil uničen v požaru leta 1414 in nato obnovljen v svoji sedanji obliki. Normanska hegemonija ni bila dolgotrajna.
Mesto je nekaj posebnega na Irskem, saj je edino, ki so ga ustanovili Normani in je bilo v srednjem veku skoraj pod stalnim irskim nadzorom. Normani so bili ustavljeni v severozahodnem Connachtu po bitki za Credran Cille leta 1257 pri Ros Ceite (Rosses Point) med Godfreyjem O'Donnellom, gospodarjem Tirconnella, in Mauricem Fitzgeraldom. Oba poveljnika sta bila smrtno ranjena v istem boju. Ta bitka je učinkovito ustavila širitev Normanov na severozahod Irske.
Kljub številnim poskusom Anglo-Normanov, da ga ponovno osvojijo, je postalo upravno središče Oo Conor Sligo (O'Conchobar Sligigh) konfederacije Iochtar Connacht (spodnji Connacht). O' Conorsi, imenovani tudi klan Aindrias, so bili  podružnica dinastije O'Conchobar, kraljev Connachta. Nadaljeval se je razvoj irskega ozemlja (túath) Cairbre Drom Cliabh. Druga irska ozemlja so bila Tireragh (Tir Fhiacrach), Leyney (Lúighne), Tirerill (Tir Olliol) in Corran. V tem času je v Sligu veljala zgodnjeirska zakonodaja (Brehon Law) in ga je vodil irski razred aristokratskih bojevnikov.
Zaradi tekmovanja med bojevniki za donosne pristaniške dejavnosti Sliga je bilo mesto v srednjem veku požgano, zapuščeno ali obnovljeno približno 49-krat, kot pišejo irski kronisti, vendar se zdi, da so ti dogodki bolj malo vplivali na razvoj mesta do sredine 15. stoletja, ko je pristanišče postalo pomembno. Trgovali so z Galwayjem, Bristolom, Francijo in Španijo. Med prvimi ohranjenimi vzorci pisnega angleškega jezika v Connachtu je potrdilo za 20 mark, ki sta ga avgusta 1430 plačala Saunder Lynche in Davy Botyller Henryju Blaku in Walterju Blaku, kupci »ye King in John Rede, nadzornik ye porte of Galvy in Slego«.
Sligo je nadaljeval pod domačim irskim nadzorom do konca 16. stoletja, ko je bil med elizabentinsko zasedbo grofovsko mesto za novo grofijo Sligo. Elizabetinska vlada je poslala ukaz siru Nicholasu Malbyju, vitezu, naj pripravi "primeren in varen" kraj za vodenje z zidovi iz apna in kamna v vsaki grofiji Connachta, »najprimernejši kraj je Sligo v grofiji Sligo ... ». Obzidje ni bilo nikoli zgrajeno.

### Pozni srednji vek in zgodnja moderna doba
Dominikanski samostan Sligo je edina srednjeveška stavba, ki je ostala v mestu. Ostali so velik del strukture, vključno s korom, rezljan oltar (edini in situ na Irskem) in križni hodnik.
Ko so parlamentarni vojaki poslanca sira Fredericka Hamiltona deloma uničili Sligo leta 1642, je bil marca požgan in ubiti so bili številni menihi.
V irski vojni med dvema kraljema (1689−91) se je mesto borilo na strani irske vojske, ki je bila zvesta silam Jakoba II., proti silam Viljema Oranskega.
Leta 1798 so bile združene irske in francoske sile pod generalom Humbertom poražene v bitki za Carricknagat pri Collooneyju, premagali so jih mešane sile Limerick Militia, Essex Fencibles in lokalni vojaki pod polkovnikom Verekerjem . Ulica v mestu se imenuje po junaku te bitke Bartholomewu Teelingu. Spomenik Lady Erin na Market Cross je bil postavljen leta 1899 v spomin na stoletnico upora leta 1798. 

### 19. stoletje
V mestu je leta 1832 izbruhnila epidemija kolere. Znanstveniki predvidevajo, da so na  Brama Stokerja, njegova mati je bila Charlotte Blake Thornley, ki je bila verjetno (ni zapisov, družina je živela v Sligu in Ballyshannonu  ) rojena v Sligu leta 1818 in je doživela epidemijo, vplivale zgodbe, ko je napisal svoj slavni roman Drakula. Družina je v mestu živela na Correction Street. Po begu v Ballyshannon je Charlotte zapisala:
Ob koncu tega časa smo živeli v miru, dokler kuga ni minila in smo se lahko vrnili v Sligo. Tam smo odkrili, da je ulice prerasla trava in pet osmin prebivalstva je bilo mrtvih. Imeli smo  razlog, da se zahvalimo Bogu, ki nas je ohranil.
Med veliko lakoto med letoma 1847 in 1851 je iz pristanišča Sligo odpotovalo več kot 30.000 ljudi. Na pomolu, ki gleda na reko Garavogue, je bronasti spomenik, posvečen izseljencem. To je eden od treh skulptur, ki jih je naročil komemoracijski komite v čast žrtvam velike lakote.
Plaketa v ozadju z naslovom Pismo v Ameriko, 2. januar 1850, pripoveduje družinsko žalostno zgodbo: Zdaj lahko rečem, da sem sam na svetu. Vsi moji bratje in sestre so mrtvi in otroci sami ... Vsi smo odpuščeni s posesti gospoda Enrighta ... Časi so bili tako slabi in vsa Irska v taki revščini, da nihče ne bi mogel plačati najemnine. Moje edino upanje ste zdaj vi, ker sem brez šilinga, moram prositi ali iti v ubožnico ... Ostajam vaš ljubeči oče, Owen Larkin. Zanesljivo odgovorite s povratno pošto.

### 20. stoletje
Leta 1961 je cerkev sveta Janeza Krstnika postala stolnica škofije Kilmore, Elphin in Ardagh po zapuščeni cerkvi svete Marije v Elphinu, ki jo je štiri leta pred tem uničila nevihta.

#### Vojna za neodvisnost
Mesto Sligo je med vojno za neodvisnost zasedala britanska vojska. Zato je bila dejavnost IRE omejena na ukrepe, kot so nadlegovanje, sabotaža in pobegi iz zapora. Ob različnih obdobjih vojne so bili ugledni republikanci v zaporu Sligo Gaol. Vodja IRE v Sligu je bil Liam Pilkington.

## Geografija
Sligo je na obalni ravnici ob Atlantskem oceanu, na nizkih prodiščih na obrežju reke Garavogue med Lough Gillom in izlivom v zaliv Sligo. Mesto obkrožajo številne gore z grebeni Slieve Daeane in Killery na jugovzhodu, Kope in Keelogyboy na severovzhodu in značilno goro Knocknarea na zahodu ter Benbulben na severu.
Sligo je pomembna premostitvena točka na glavni smeri sever/jug med Ulsterjem in Connachtom. Je prestolnica grofije Sligo in v baroniji Carbury (prej gelski tuath Cairbre Drom Cliabh). Sligo je škofijski sedež rimskokatoliške škofije Elphin. Je v Irski cerkvi škofije Kilmore, Elphin in Ardagh.
Grofija Sligo je ena od grofij province Connacht. Je del mejne regije, regije z več kot 500.000 prebivalci, ki vključuje tudi grofije Cavan, Donegal, Leitrim, Louth in Monaghan.

### Podnebje
Podnebje je, tako kot v vsej Irski, zmerno oceansko. Zanj je značilna visoka količina padavin in majhen letni temperaturni razpon. Povprečna letna temperatura je 9,4 °C. Povprečna januarska temperatura je 5,2 °C, povprečna julijska temperatura pa je 15,3 °C. Najbolj suhi meseci so v povprečju od aprila do junija, vlažni pa so od oktobra do januarja. Padavin je v povprečju 1131 mm letno.

## Demografija
Aprila 2011 je imel Sligo 19.452 prebivalcev.
Na območju je bilo ob popisu 15.890 katolikov. Nadalje je bilo 1708 pripadnikov drugih navedenih religij (npr. Cerkev Irske, islam, prezbiterijanci, pravoslavni), medtem ko je 1119 oseb navedlo, da niso verni. Neirski državljani so predstavljali 15,8 odstotka prebivalstva Sliga v primerjavi z državnim povprečjem 12,0 odstotka. Največja skupina so bili Poljaki (1035 oseb), sledijo državljani Združenega kraljestva (390 oseb).
6830 ljudi je govorilo irski jezik, od tega jih je 1763 govorilo jezik dnevno. 2947 oseb je govorilo drug jezik kot irski ali angleški doma, od tega 535 ni dobro govorilo angleško. Poljščina je bila najpogostejši tuji jezik, ki ga je doma govorilo 1021 govorcev.

## Gospodarstvo
Storitveni sektor zaposluje največ ljudi v mestu. Irska industrija orodja je osredotočena na Sligo, ki je pomemben proizvodni center. Farmacevtska industrija je pomembna pri številnih podjetjih, ki proizvajajo blago za ta sektor, predvsem Abbott je največji delodajalec v mestu.
Tako kot mnoga mesta na zahodu Irske se Sligo dolga leta ni razvijal predvsem zaradi bližine meje in slabih infrastrukturnih in prometnih povezav, a se je v zadnjem desetletju to močno izboljšalo.
Razvoj je potekal vzdolž reke Garavogue z obnavljanjem J. F. K. Parade (2000), Rockwood Parade (1993−1997) in The Riverside (1997−2006), narejeni sta bili dve novi brvi za pešce, ena na Rockwood Parade (1996) in ena na The Riverside (1999).
Sligo ima različne neodvisne trgovine in nakupovalna središča. V okviru Državne prostorske strategije 2002-2020 je bil Sligo posebej izpostavljen. 
Kreativni sektor je pomemben, saj se 4,2 % prebivalstva ukvarja s kreativno industrijo, največji delež v Connachtu, razen v Leitrimu.

## Kultura
Kultura Sliga je bila pomemben navdih pesniku in Nobelovemu nagrajencu W. B. Yeatsu in njegovemu bratu, umetniku, ilustratorju in pionirju stripa Jacku Butlerju Yeatsu. Obsežna zbirka njegove umetnosti je v Galeriji Model Niland na Mallu.
Yeatsova poletna šola je vsako leto v mestu in privablja učenjake z vsega sveta, predvsem Japonce.

## Arhitektura
Srednjeveško jedro ima večino stavb iz 19. stoletja, od katerih so številne arhitekturne vrednote.
V 19. stoletju je Sligo doživel hitro gospodarsko rast in zato so bile spremembe v arhitekturi hitre. To je zaznamovala postavitev številnih javnih zgradb. Med njimi so mestna hiša, sodišče, spominska dvorana Gilooly in Eksperimentalna šola (zdaj galerija Model Arts & Niland).

## Pobratena mesta
Sligo je pobraten z mesti:
- Everett, Washington, ZDA
- Crozon, Bretanja, Francija
- Illapel, province Choapa, Čile
- Kempten, Bavarska, Nemčija
- Tallahassee, Florida, ZDA[12]

## Galerija
- Slike
- Kip W. B. Yeatsa pred banko Ulster
- Samostan Sligo
- Spomenik veliki lakoti na pomolu v pristanišču
- Stolp stolnice
- Mestni svet
- Sodišče